# Arès
Arès é uma comuna francesa na região administrativa da Nova Aquitânia, no departamento da Gironda. Estende-se por uma área de 48,28 km². Em 2010 a comuna tinha 6 471 habitantes (densidade: 134 hab./km²).